# Masdevalliantha
Masdevalliantha es un género con dos especies de orquídeas epifitas. Es  originario de  Sudamérica.
Este género fue considerado una vez como parte integrante de Pleurothallis  y, desde su publicación en el 2004, es un género segregado, aunque aún no está aceptado de forma unánime.

## Especies
- Masdevalliantha longiserpens (C.Schweinf.) Szlach. & Marg., Polish Bot. J. 46: 117 (2001).
- Masdevalliantha masdevalliopsis (Luer) Szlach. & Marg., Polish Bot. J. 46: 117 (2001).